# 신민준
신민준(申旻埈, 1999년 1월 11일 ~ )은 대한민국의 바둑 기사이다. KBS 드라마본부의 신창석 PD의 아들이다.

## 약력
양천대일도장 출신으로 프로기사 옥득진 문하에서 바둑을 배웠다. 제11회 어린이 세계어린이국수전 최강부 우승을 차지했고, 제40기 하이원리조트배 명인전 통합예선에 올랐다. 2013년 제1회 몽백합배와 2013 olleh배 등 여러 기전의 본선에 진출했으며, 2014년 2014 KB국민은행 한국바둑리그에 신안천일염 팀으로 출전했다. 제2기 합천군 초청 미래포석열정 준우승과 제19기 박카스배 천원전 준우승을 차지했다.
2014년 2단 승단에 이어, 2015년 4월 3단으로 승단했다. 2015년 제3기 하찬석국수배 영재바둑대회에서 준우승을 했고, 2015 KB국민은행 한국바둑리그에 출전했다.
- 2011년 제11회 대한생명배 세계어린이국수전 최강부 우승
- 2012년 제40기 하이원리조트배 명인전 통합예선, 제1회 영재입단대회 입단, 제8기 원익배 십단전 본선
- 2013년 동아팜텍배 신인왕전 본선4강 진출
- 2014년 제2기 합천군 초청 미래포석열전 준우승(대 신진서 0-2)
- 2016년 제3기 메지온배 신인왕전 우승(대 박하민 2-1)
- 2017년 19회 농심신라면배 본선 6연승, 제4기 메지온배 신인왕전 우승(대 한상조 2-0)
- 2018년 JTBC 챌린지매치 3차대회 준우승(대 변상일), 제23회 LG배 세계기왕전 준결승(대 양딩신)
- 2019년 제37기 KBS 바둑왕전 우승(대 박정환 2-0), 제6회 글로비스배 우승(대 왕쩌진), 제3기 참저축은행배 프로아마오픈 준우승(대 홍성지), 제38기 KBS 바둑왕전 준우승(대 신진서 1-2)
- 2020년 제21기 맥심커피배 입신최강전 준우승 (대 이지현 0-2)
- 2021년 제25회 LG배 세계기왕전 우승 (대 커제 2-1)
- 2022년 제3기 쏘팔 코사놀 최고기사 결정전 준우승(대 신진서 1-3)
- 2022년 제45기 명인전 우승(대 신진서 2-0)
- 2023년 제6기 크라운해태배 우승 (대 박건호 2-0)
- 2024년 제29기 GS칼텍스배 우승 (대 박상진 3-0)

## 국제기전 성적
| 대회         | 2013 | 2014 | 2015 | 2016 | 2017 | 2018 | 2019 | 2020 | 2021 | 2022 | 2023 | 2024 | 2025 |
| ------------ | ---- | ---- | ---- | ---- | ---- | ---- | ---- | ---- | ---- | ---- | ---- | ---- | ---- |
| 잉씨배       | -    | -    | -    | ×    | -    | -    | -    | 28강 | -    | -    | -    | 16강 | -    |
| 삼성화재배   | ×    | ×    | 32강 | ×    | 32강 | 8강  | 8강  | 16강 | 32강 | 32강 | 16강 | 16강 |      |
| LG배         | ×    | ×    | ×    | ×    | ×    | 4강  | ×    | 우승 | 8강  | 16강 | 16강 | 8강  |      |
| 춘란배       | -    | ×    | -    | ×    | -    | ×    | -    | 16강 | -    | 8강  | -    | 24강 | -    |
| 바이링배     | -    | ×    | -    | ×    | -    | ×    | -    | 중지 | -    | -    | -    | -    | -    |
| 몽백합배     | 64강 | -    | 32강 | -    | 64강 | -    | 32강 | -    | -    | -    | 64강 | -    |      |
| 신아오배     | -    | -    | -    | ×    | -    | 중지 | -    | -    | -    | -    | -    | -    | -    |
| 천부배       | -    | -    | -    | -    | -    | ×    | -    | 중지 | -    | -    | -    | -    | -    |
| 란커배       | -    | -    | -    | -    | -    | -    | -    | -    | -    | -    | ×    | 32강 | 32강 |
| 난양배       | -    | -    | -    | -    | -    | -    | -    | -    | -    | -    | -    | 16강 |      |
| 북해신역배   | -    | -    | -    | -    | -    | -    | -    | -    | -    | -    | -    | -    | 32강 |
| TV바둑아시아 | ×    | ×    | ×    | ×    | ×    | ×    | 4강  | 중지 | -    | -    | -    | -    | -    |
| 농심배       | ×    | ×    | ×    | ×    | 6:1  | 0:1  | ×    | 1:1  | 0:1  | 0:1  | ×    | 0:1  |      |